# Matt Craven
Matt Craven (Port Colborne, 10 november 1956), geboren als Matthew John Crnkovich, is een Canadees acteur.

## Biografie
Craven werd geboren in Port Colborne, een plaats in Ontario, Canada, in een gezin met twee kinderen. Zes weken na zijn geboorte stierf zijn vader en verhuisde hij met zijn moeder en zus naar St. Catharines.
Craven begon in 1979 met acteren in de film Meatballs. Hierna heeft hij nog meerdere rollen gespeeld in films en televisieseries zoals Blue Steel (1989), Crimson Tide (1995), ER (2000-2001), The Clearing (2004), NCIS (2011-2013) en Justified (2010-2014).
Craven is in 1992 getrouwd en heeft twee kinderen.

## Filmografie

### Films
Uitgezonderd korte films.
- 2022 Lou - als sheriff Rankin
- 2017 Awakening the Zodiac – als Harvey
- 2016 Unless – als Tom
- 2016 Jack Goes Home – als de stem van Damien
- 2015 Stonewall – als deputy Seymour Pine
- 2013 White House Down – als agent Kellerman
- 2012 The Good Lie – als Richard Francis
- 2011 X-Men: First Class – als CIA-directeur McCone
- 2010 Devil – als Lustig
- 2009 Anatomy of Hope – als Hal Davis
- 2009 Public Enemies – als Gerry Campbell
- 2008 The Longshots – als coach Fisher
- 2007 American Venus – als Bob
- 2007 Disturbia – als Daniel Brecht
- 2006 Déjà Vu – als Minuti
- 2005 A Simple Curve – als Matthew
- 2005 Karol, un uomo diventato Papa – als Hans Frank
- 2005 Assault on Precinct 13 – als Kevin Capra
- 2004 Bandido – als Fletcher
- 2004 The Clearing – als agent Ray Fuller
- 2003 The Statement – als David Manenbaum
- 2003 Timeline – als Steven Kramer
- 2003 The Life of David Gale – als Dusty Wright
- 2002 Scared Silent – als Scott Miller
- 2002 Dragonfly – als Eric
- 2001 Bleacher Burns – als Greg
- 2001 Varian's War– als Beamish
- 2000 Things You Can Tell Just by Looking at Her – als Walter
- 1998 Paulie – als Warren Alweather
- 1998 Tempting Fate – als Emmett Lach
- 1997 Masterminds – als Jake
- 1996 Never Too Late – als Carl
- 1996 White Tiger – als John Grogan
- 1996 The Final Cut – als Emerson Lloyd
- 1996 The Juror – als Boone
- 1995 Breach of Trust – als Rodney Powell
- 1995 Kansas – als Matt
- 1995 Crimson Tide – als luitenant Ruy Zimmer
- 1995 Kingfish: A Story of Huey P. Long – als Seymour Weiss
- 1994 Double Cross – als Bernard March
- 1994 Killer – als Archie
- 1993 Indian Summer – als Jamie Ross
- 1992 A Few Good Men – als Dave Spradling
- 1991 K2 – als Harold
- 1990 Jacob's Ladder – als Michael
- 1989 Chattahoochee – als Lonny
- 1989 Blue Steel – als Howard
- 1988 Palais Royale – als Gerald Price
- 1987 Tin Men – als Looney
- 1986 Agent on Ice – als Joey Matera
- 1986 Classified Love – als Howie
- 1984 That's My Baby! – als Andy
- 1983 The Terry Fox Story – als Bob Cady
- 1982 Till Death Do Us Part – als Tony Archer
- 1981 Happy Birthday to Me – als Steve Maxwell
- 1981 The Intruder Within – als Phil
- 1980 Hog Wild – als Chrome
- 1979 Meatballs – als Hardware

### Televisieseries
Uitgezonderd eenmalige gastrollen.
- 2024 Under the Bridge - als Roy Bentland - 7 afl.
- 2020 Stumptown - als Michael McConnell - 2 afl.
- 2019 Unspeakable – als Horace Krever – 2 afl.
- 2018 Sharp Objects – als Vickery – 8 afl.
- 2014-2015 Resurrection – als sheriff Fred Langston – 21 afl.
- 2010-2014 Justified – als hulpsheriff U.S. marshal Dan Grant – 4 afl.
- 2011-2013 NCIS – als Minister-Secretaris Marine Clayton Jarvis – 11 afl.
- 2007 Raines – als kapitein Dan Lewis – 7 afl.
- 2003 The Lyon's Den – als George Riley – 6 afl.
- 2002-2003 Boomtown – als Dr. Michae; Hirsch – 2 afl.
- 2000-2001 ER – als Gordon Price – 3 afl.
- 1998-1999 L.A. Doctors – als Dr. Tim Lonner – 24 afl.
- 1996-1997 High Incident – als Lenny Gayer – 32 afl.
- 1987 Harry – als Bobby Kratz – 7 afl.
- 1986 Tough Cookies – als Richie Messina – 6 afl.

- Biblioteca Nacional de España: XX1173944
- Bibliothèque nationale de France: cb14039689r (data)
- Gemeinsame Normdatei: 1074778944
- International Standard Name Identifier: 0000 0000 7823 8714
- Library of Congress Control Number: no00076767
- Nationale Bibliotheek van Tsjechië: pna2007403627
- Nationale Bibliotheek van Israël: 987007444569305171
- Virtual International Authority File: 85123664
- WorldCat: E39PBJgMyVWTwMqGHXmbTHkMT3